# 아키트레이브

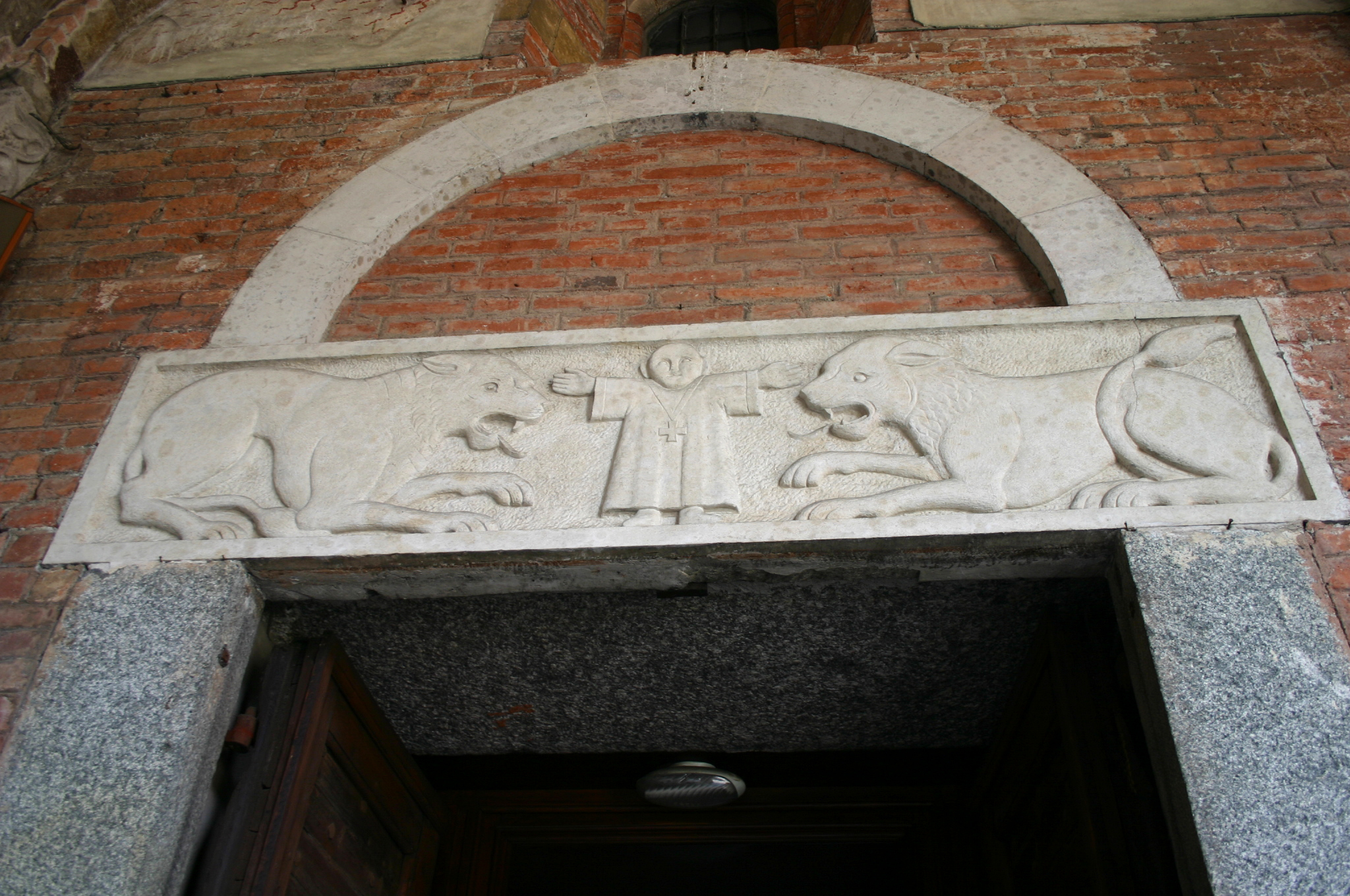
이탈리아 밀라노에 위치한 산 탐브로조 대성당 정면의 좌측 포털의 아키트레이브(위쪽에는 짐받이아치가 있다.)

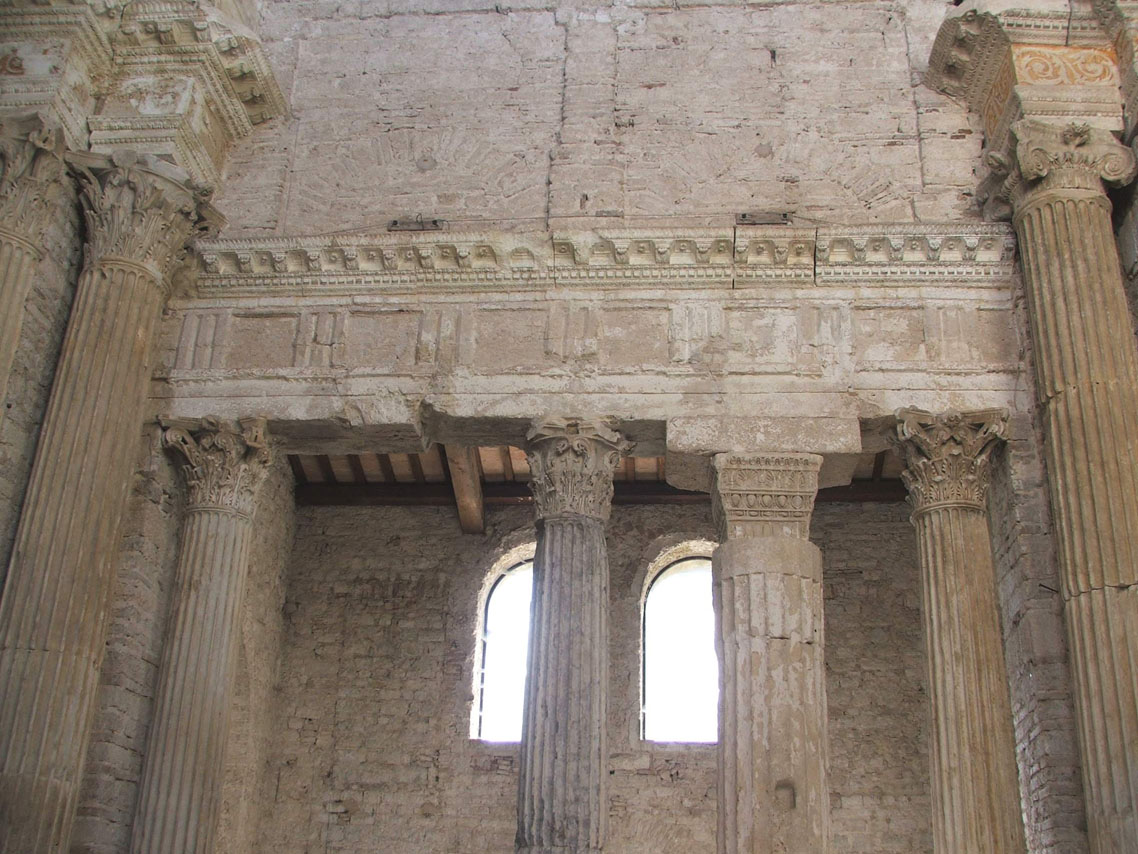
이탈리아 스폴레토에 위치한 산 살바토레 성당의 아키트레이브

아키트레이브(이탈리아어: Architrave, '주요 들보'를 의미하는 이탈리아어에서 유래, 에피스타일(epistyle)이라고도 함; 고대 그리스어: ἐπίστυλον, '기둥 위'를 의미하는 고대 그리스어에서 유래)는 일반적으로 고전 건축에서 기둥의 머리 위에 놓이는 나무나 돌로 만든 상인방 또는 들보를 말한다.
이 용어는 문과 창문 주위에 몰딩이 있는 프레임의 수직 부재를 포함한 모든 면에 적용될 수도 있다. "아키트레이브"라는 단어는 일반적으로 문, 창 또는 기타 직사각형 개구부를 둘러싸는 몰딩(또는 기타 조형 요소) 스타일을 지칭하는 데 사용되게 되었으며, 여기서 수평 "헤드" 케이싱은 요소가 결합되는 측면의 수직 케이싱의 상단을 가로질러 연장된다.(연귀이음과 대조적으로 맞댐이음을 형성함)

## 고전 건축
고전 건축의 엔타블러처에서는 프리즈와 코니스 아래의 가장 낮은 부분이다. 이 단어는 그리스어와 라틴어 단어인 arche와 라틴어 단어 trabs를 결합하여 "주 들보"를 의미하는 단어에서 유래되었다. 아키트레이브는 주범 양식에 따라 다 다르다. 토스카나 양식의 경우, 면이 평평하고 모서리는 에뉼렛으로 덮여 있으며 높이는 모듈의 절반이다. 도리스 양식과 콤포지트식 양식에서는 두 개의 면 또는 파시아가 있고, 이오니아 양식과 코린토스 양식에서는 세 개의 면 또는 파시아가 있는데, 모듈 높이는 10/12이지만 나머지는 모듈 높이의 절반이다.

## 은유적인 사용
'아키트레이브'라는 용어는 학술 저술에서 무언가의 근본적인 부분(말, 사고 또는 추론)이나 아이디어, 추론, 사고 또는 철학이 세워진 기초를 의미하는 데에도 사용되었다.
1. "...성숙한 헤겔 - 법철학의 헤겔 -은 그(Honneth 편집)가 사회 철학을 구성하는 아키트레이브가 됩니다."[3]
2. "그의 이론적 구성의 아키트레이브가 되기 위해"[4]

## 같이 보기
- 아키볼트